# Valletta FC
FC Valletta este un club de fotbal din Valletta, Malta.

## Titluri
- Prima Ligă (Malta): 25

1914/15*, 1931/32*, 1944/45, 1945/46, 1947/48, 1958/59, 1959/60, 1962/63, 1973/74, 1977/78, 1979/80, 1983/84, 1989/90, 1991/92, 1996/97, 1997/98, 1998/99, 2000/01, 2007/2008
* cu numele de Valletta United
- Cupa Maltei: 11

1959/60 1963/64 1974/75 1976/77 1977/78 1990/91 1994/95 1995/96 1996/97 1998/99 2000/01
- Supercupa Maltei: 6

1989/90 1994/95 1996/97 1997/98 1998/99 2000/01